# Sloveč
Sloveč (deutsch Slowetsch, auch Slowecz) ist eine Gemeinde in Tschechien. Sie liegt drei Kilometer nordöstlich von Městec Králové und gehört zum Okres Nymburk.

## Geographie
Sloveč befindet sich auf der Böhmischen Tafel. Nordöstlich erstreckt sich das Waldgebiet Osecký les, in dem sich der Hügel „Na pískách“ (291 m) erhebt. Ebenfalls im Nordosten liegt die Wüstung Voděrady.
Nachbarorte sind Kněžice im Norden, Nový Dvůr und Kamilov im Nordosten, Střihov im Osten, Nový im Südosten, Běruničky im Süden, Městec Králové im Südwesten, Vinice im Westen sowie Záhornice im Nordwesten.

## Geschichte
Die erste schriftliche Erwähnung von Sloveč erfolgte im Jahre 1278 in einem Zehntverzeichnis. Im 14. Jahrhundert erwarb das Kloster der Kreuzherren mit dem Roten Stern auf dem Prager Zderaz die Güter und das Patronat über die Kirche. Während der Hussitenkriege gelangte das Dorf an weltliche Besitzer. Nach verschiedenen Adelsgeschlechtern kam Sloveč zu den Gütern der Böhmischen Kammer und wurde zu Beginn des 16. Jahrhunderts der Kammerherrschaft Brandýs angeschlossen. Um 1550 erfolgte die Zuordnung zur Kammerherrschaft Městec Králové, später wurde Sloveč der Herrschaft Dymokury untertänig. Im Jahre 1711 wurde anstelle der verfallenen Kirche eine neue mit hölzernen Glockenturm errichtet, der 1772 einstürzte. Um 1770 wurde eine Schule eingerichtet.
Nach der Aufhebung der Patrimonialherrschaften bildete Sloveč ab 1850 mit dem Ortsteil Nový Dvůr eine Gemeinde im Bezirk Poděbrady. 1902 wurde das neue Schulgebäude eingeweiht. Mit Beginn des Jahres 1961 wurde die Gemeinde Sloveč dem Okres Nymburk zugeordnet, zugleich erfolgte die Eingemeindung von Kamilov und Střihov.

## Gemeindegliederung
Die Gemeinde Sloveč besteht aus den Ortsteilen Kamilov (Kamillow), Sloveč (Slowetsch) und Střihov (Strihow) sowie der Ortslage Nový Dvůr (Neuhof).

## Sehenswürdigkeiten

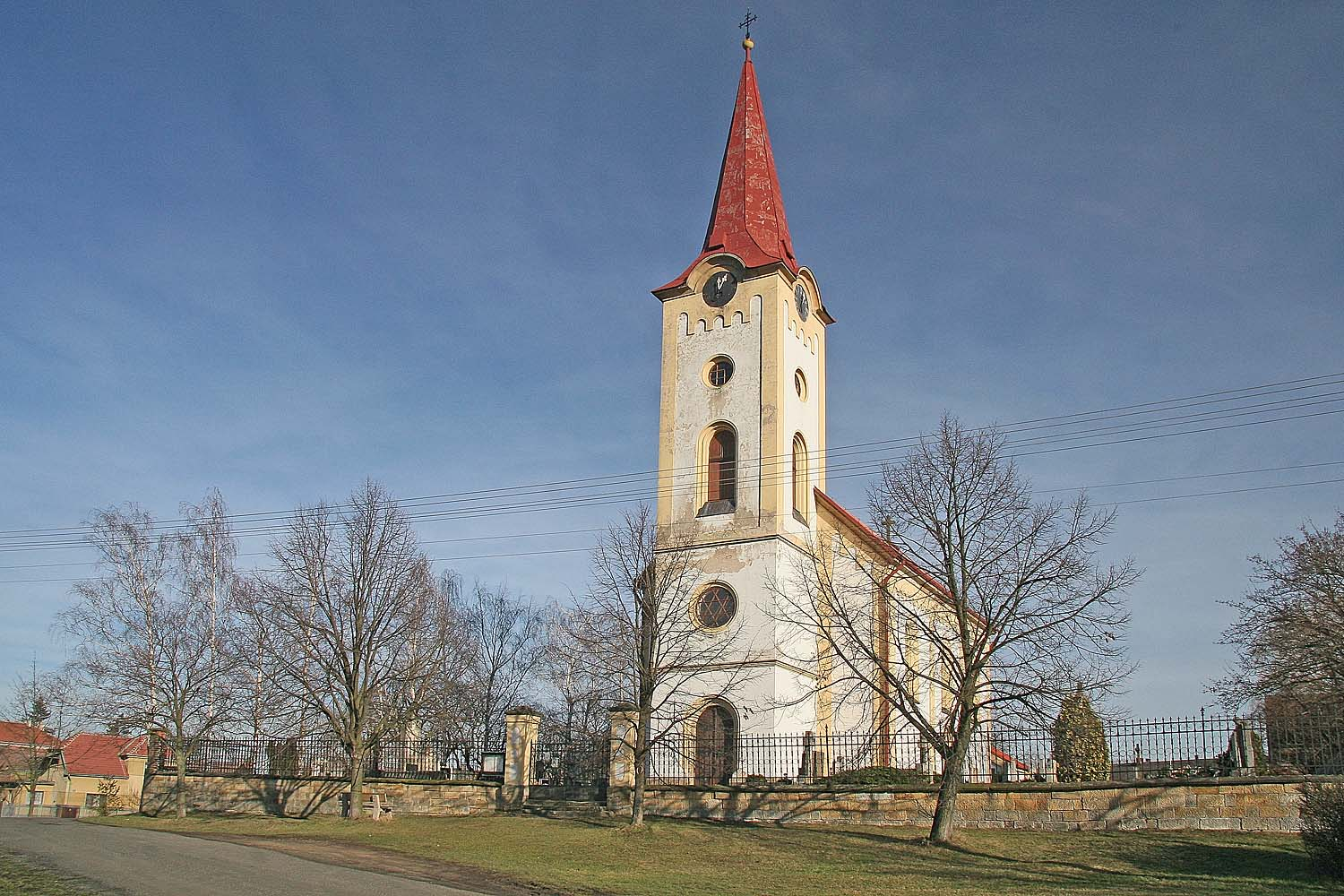
Kirche St. Martin

- Kirche des hl. Martin, erbaut 1886
- Statue der Jungfrau Maria mit Jesuskind, geschaffen 1875 vom Bildhauer Kofránek aus Vojice, vor der Kirche
- Statue Kreuzigung Christi, ein Werk des Bildhauers F. Stýbl aus dem Jahre 1857
- Statue des hl. Johannes von Nepomuk in Kamilov
- Sendeturm Kamilovský vysílač auf der Kuppe Na pískách im Osecký les bei Kamilov
- Friedhofskapelle der Jungfrau Maria in Střihov, neogotischer Bau
- Marienstatue in Střihov
- steinernes Kruzifix in Střihov

## Söhne und Töchter der Gemeinde
- Alois Jirout (1899–1969), Kunstbuchbinder
- Thomas Rodr (* 1927), niederländischer Bildhauer